# 金門縣文化局
金門縣文化局，是中華民國金門縣政府所屬一級行政機關，2004年由金門縣立文化中心改制，位於金門縣金城鎮環島北路一段66號。
金門縣文化局大樓於1995年落成，為一座三層樓建築物，包含文物特藏室、演藝廳、視廳室、文藝之家、會議室等設施。

## 外部連結
- 金門縣文化局 （页面存档备份，存于）